# إغناتز أوربان
إغناتز أوربان (1848-1931) (بالإنجليزية: Ignatz Urban)‏ هو عالم نبات ألماني.

## نباتات وصفها إغناتز أوربان
- أريغارون لبنان
- أوجينيا أليفة الأحجار
- أوجينيا شديدة الحدة
- أوجينيا لبنانية
- بانارة بورتوريكية
- بانارة فاندربلتية
- بتنرية إكمانية
- برسية جامايكية
- بلزا هرمية
- بلينيا صخرية
- بورسيرة بيضوية
- تابوبيا صلبة
- تابوبيا متطاولة
- تابوبيا متعددة الأشكال
- حسق بورتوريكي
- حسيكة أحادية الأوراق
- حوة شجيرية
- خوخ آسي الورق
- خويفيرة كالديرونية
- ذفرة كليلة الثمرة
- زهرة الأهوار الإكمانية
- سبستان إيبيري
- سبستان باهامي
- سبوتة جونافية
- شفلرية أوربانية
- شمشاد إكماني
- عشبة القوى الأدرياتيكية
- غزنرة إكمانية
- غزنرة ألبية
- غزنرة خشنة السويق
- غزنرة خفية
- غزنرة رايتية
- غزنرة سميكة الفروع
- غزنرة سنانية
- غزنرة صفصافية الأوراق
- غزنرة غديدية
- غزنرة غلوكسينية
- غزنرة فقاعية
- غزنرة مسترجنة
- غوشناطية إكمانية
- قصعين هاييتي
- كتلبة قصيرة الساق
- كتلبة كبيرة الثمار
- كروتون إكليلي
- لانتانا بيضاء الثمار
- لانتانا شبه قلبية
- لانتانا صغيرة الثمار
- لانتانا غثة
- لانتانا قليلة الأزهار
- لانتانا محروثة
- لواسة أرجنتينية
- ماغنوليا إكمانية
- ماغنوليا رائعة
- ماغنوليا صغرى
- ماغنوليا كوبية
- ميس برترواني
- هيكاما
- ورد النيل المتنوع الأوراق